# Latina (Lácio)
Latina é uma comuna italiana da região do Lácio, província de Latina, com cerca de 108711 habitantes. Estende-se por uma área de 277 km², tendo uma densidade populacional de 392 hab/km². Faz fronteira com Aprilia, Cisterna di Latina, Nettuno (RM), Pontinia, Sabaudia, Sermoneta, Sezze.

## Demografia
| Variação demográfica do município entre 1861 e 2011                               |
|                                                                                   |
| Fonte: Istituto Nazionale di Statistica (ISTAT) - Elaboração gráfica da Wikipedia |

## Cidade-irmã
No ano de 2009 foi assinado gemellaggio com a cidade de Farroupilha, no Brasil, que possui características próximas a Latina. As duas se emanciparam na década de 1930, as duas cidades são produtoras de kiwi e as duas cidades foram colonizadas por famílias da região do Vêneto.